# 5084 Gnedin
5084 Gnedin eller 1977 FN1 är en asteroid i huvudbältet som upptäcktes den 26 mars 1977 av den rysk-sovjetiske astronomen Nikolaj Tjernych vid Krims astrofysiska observatorium på Krim. Den har fått sitt namn efter den rysk-sovjetiske astrofysiken Jurij Gnedin (1935–2018)..
Asteroiden har en diameter på ungefär sjutton kilometer och den tillhör asteroidgruppen Nocturna.